# دينت دي روث
دينت دي روث (بالإنجليزية: Dent de Ruth)‏ هو أحد جبال سلسلة جبال الألب البرنية وجزء من القمة الأم دينت دي سافيغني يقع في كانتون فريبورغ وكانتون برن وكانتون فود، سويسرا. يبلغ ارتفاع الجبل حوالي 2236 متر، بينما يبلغ ارتفاع نتوء الجبل 186 متر.